# Tossal de l'Amorriador
El Tossal de l'Amorriador és una muntanya de 2.299 metres que es troba al municipi de Bellver de Cerdanya, a la comarca de la Baixa Cerdanya.
Al cim s'hi pot trobar un vèrtex geodèsic (referència 279076001).